# Elija Godwin
Elija Godwin (ur. 1 lipca 1997 w Covington) – amerykański lekkoatleta specjalizujący się w biegach sprinterskich.
Srebrny medalista mistrzostw świata juniorów w sztafecie 4 × 400 metrów (2018).
7 maja 2019 doznał poważnej kontuzji, gdy podczas rozgrzewki nadział się na pozostawiony na stadionie oszczep, który przebił lewe płuco zawodnika. Godwin przeszedł operację, podczas której usunięto z jego ciała resztki przyrządu.
W 2021 zdobył brąz za bieg w eliminacjach sztafety mieszanej podczas igrzysk olimpijskich w Tokio. Rok później zdobył złoto w sztafecie 4 × 400 metrów oraz brąz w sztafecie mieszanej podczas mistrzostw świata w Eugene.
Studiuje na Uniwersytecie Georgii. Medalista mistrzostw NCAA.

## Osiągnięcia
| Rok  | Impreza                     | Miejsce | Konkurencja             | Lokata     | Wynik   |
| ---- | --------------------------- | ------- | ----------------------- | ---------- | ------- |
| 2018 | Mistrzostwa świata juniorów | Tampere | sztafeta 4 × 400 metrów | 2. miejsce | 3:05,26 |
| 2021 | Igrzyska olimpijskie        | Tokio   | sztafeta mieszana       | 3. miejsce | 3:10,22 |
| 2022 | Mistrzostwa świata          | Eugene  | sztafeta 4 × 400 metrów | 1. miejsce | 2:56,17 |
| 2022 | Mistrzostwa świata          | Eugene  | sztafeta mieszana       | 3. miejsce | 3:10,16 |
| 2025 | Halowe mistrzostwa świata   | Nankin  | sztafeta 4 × 400 metrów | 1. miejsce | 3:03,13 |
| 2025 | World Athletics Relays      | Kanton  | sztafeta 4 × 400 metrów | repasaże   | 2:58,68 |

## Rekordy życiowe
- Bieg na 200 metrów (stadion) – 20,32 (2021)
- Bieg na 200 metrów (hala) – 20,60 (2022)
- Bieg na 400 metrów (stadion) – 44,34 (2022)
- Bieg na 400 metrów (hala) – 44,75 (2023)